# На вівторок не розраховуй
«На вівторок не розраховуй» або «На Тьюздей не розраховуй» (англ. Never on Tuesday) — американський комедійний фільм 1989 року, написаний і знятий Адамом Ріфкіном у його режисерському дебюті.

## Сюжет
Троє людей застрягли у пустелі після того, як Метт (Ендрю Лауер) та Едді (Пітер Берг) розбили автомобіль Тьюздей (Клаудія Крістіан). Тьюздей — лесбійка; вона приваблива, розумна і доброзичлива. Це жінка з амбіціями, і Метт та Едді не входять до її планів на майбутнє. Відразу виявивши сексуальний інтерес до красуні Тьюздей, хлопці не припиняють спроби викликати в неї симпатію.

## Акторський склад
| Актор            | Роль                        |
| ---------------- | --------------------------- |
| Клаудія Крістіан | Тьюздей                     |
| Ендрю Лауер      | Метт                        |
| Пітер Берг       | Едді                        |
| Ніколас Кейдж    | чоловік у спортивній машині |
| Кері Елвес       | водій евакуатора            |
| Еміліо Естевес   | водій евакуатора            |
| Гілберт Готтфрід | Ларрі Люпин                 |
| Чарлі Шин        | злодій                      |
| Джадд Нельсон    | коп на мотоциклі            |
| Адам Ріфкін      | Вільям                      |

## Виробництво
Фільм профінансував Елліотт Кестнер.
Зйомки фільму проходили у Боррего-Спрінгс, штат Каліфорнія. Маючи обмежений бюджет, знімальна група використовувала «короткі кінці» – відрізки плівки, що залишилися в каністрі — дешеві у придбанні, але з обмеженим використанням. Клаудія Крістіан згадувала: «Ми постійно намагалися втиснути 4-хвилинну сцену в 2-хвилинну плівку!».

## Випуск
Фільм не мав кінотеатрального прокату і був випущений відразу на VHS компанією Paramount Home Entertainment у 1989 році.